# Dysithamnus puncticeps
Dysithamnus puncticeps е вид птица от семейство Thamnophilidae.

## Разпространение
Видът е разпространен в Еквадор, Колумбия, Коста Рика и Панама.